# Кавакчи, Мерве
Мерве Сафа Кавакчи (род. 19 августа 1968, Анкара) — турецкий политик.

## Биография
Родилась в Анкаре. Училась в университете Анкары, была отчислена со второго курса за ношение хиджаба. После этого она переехала в США. Она окончила Техасский университет в Далласе и правительственную школу Джона Ф. Кеннеди. Вернулась в Турцию. Вступила в «Партию благоденствия», затем в «Партию добродетели».
В 1999 году была избрана членом Великого национального собрания. Критиковалась за то, что в момент принесения присяги находилась в хиджабе. В марте 2001 года потеряла место в парламенте. Была лишена турецкого гражданства. В июне 2001 года была запрещена «Партия добродетели», при этом суд на пять лет лишил пятерых членов партии, среди которых была и Кавакчи, права занимать государственные должности. Подавала против Турции иск в ЕСПЧ.
По решению совета министров 3 июля 2017 года Мерве Кавакчи было возвращено гражданство Турции, также ей была выплачена компенсация в размере 71 тысячи турецких лир (около 20 тысяч долларов).
26 июля 2017 года Мерве Кавакчи была назначена послом Турции в Малайзии.